# Депортес Мелипилья
«Депо́ртес Мелипи́лья» (исп. Club de Deportes Melipilla) — чилийский футбольный клуб из города Мелипилья.

## История
Клуб был основан 24 января 1992 года. По итогам 2008 года вылетел из Примеры в Примеру B, в следующем году вновь оказался в зоне вылета, причём сезон 2010 начал сразу в Третьем дивизионе (четвёртом — по уровню в структуре лиг). На протяжении целого десятилетия постепенно поднимался после тяжёлого кризиса. В 2012—2017 годах играл в Сегунде. В 2018—2020 годах выступал в Примере B. По итогам сезона 2020 занял в чемпионате пятое место, но благодаря победе в плей-офф добился возвращения в элиту чилийского футбола.
В 2021 году команда заняла 14-е место в чемпионате Чили, на одно очко опередив попавший в зону вылета «Уачипато» (16-е место). Однако 27 декабря Дисциплинарный суд принял решение исключить «Депортес Мелипилью» из числа членов Национальной ассоциации профессионального футбола (ANFP). Это было связано с многочисленными нарушениями при ведении документации и жалобами соперников. Членами ANFP являются клубы из первых трёх дивизионов в системе лиг чемпионата Чили, поэтому в 2022 года «Депортес Мелипилья» сможет заявиться лишь в четвёртый (любительский) дивизион. Позже команде позволили заявиться в Примеру B.
«Депортес Мелипилья» играет свои домашние матчи на стадионе «Мунисипаль Роберто Браво Сантибаньес» в Мелипилье, вмещающем 4 600 зрителей.

## Достижения
- Победитель Примеры B (2): 2004, 2006

## Сезоны
- Сезонов в Примере: 6 (1993, 2005, 2007—2008, 2021)
- Сезонов в Примере B: 18 (1992, 1994—2004, 2006, 2009, 2018—2020, 2022—н. в.)
- Сезонов во Втором дивизионе: 6 (2012—2017)
- Сезонов в Третьем дивизионе: 2 (2010—2011)